# Wallace Roney
Wallace Roney, (Philadelphia, 1960. május 25. – Paterson, 2020. március 31.) amerikai dzsessztombitás. ő volt generációja legfontosabb trombitása, aki Miles Davis hagyományait követte.

## Pályafutása
Wallace Roney a Howard Egyetem és a Berklee College of Musicon tanult. Elvégezte a Duke Ellington School of the Arts of the D. C. Public Schools-t, ahol trombitálni tanult Langston Fitzgeraldnál. Trombitatanulmányait még a Philadelphia's Settlement School of Musicban kezdte.
Roney már tizenötévesen debütált a lemezfelvételeken. Ekor találkozott többek között Bill Hardmannel, Valery Ponomarevval, Woody Shaw-val és Freddie Hubbarddal. Tizenhatévesen a Cedar Walton Quartettel játszott, amelyben Billy Higgins, Sam Jones és Philly Joe Jones szerepelt.
1979-ben és 1980-ban elnyerte az év legjobb fiatal dzseesszzenészének járó Down Beat-díjat, 1989-ben és 1990-ben pedig a Down Beat Magazin kritikusainak szavazását nyerte meg. 1983-ban részt vett a manhattani „The Bottom Line” Miles Davis előtti tisztelgésén. „Davis megkérdezte tőlem, hogy milyen trombitám van, és én nem mondtam neki, hogy semmilyen sincs. Szóval nekem adott egyet a sajátjai közül”. 1986-ban hónapban kapott pár meghívást, hogy turnézzon Tony Williamsszel és Art Blakey-vel. Roney a profik között az egyik legkeresettebb trombitássá vált.
1986-ban Terence Blanchardot követte a Blakey's Jazz Messengersben. 1991-ben Roney Miles Davisszel játszott a Montreux-i Jazz Fesztiválon. Davis halála után Roney megemlékezett a Davis öregdiákjaival, Wayne Shorterrel, Herbie Hancock-kal, Ron Carterrel és Tony Williamsszel, és felvettek egy albumot „Tribute to Miles” címmel − amivel Grammy-díjat nyertek.
Mire 2000-ben betöltötte a 40. életévét, Roney-nak dokumentálták több mint 250 hangfelvételét.

## Lemezválogatás
- Verses (1987) és Gary Thomas, Mulgrew Miller, Charnett Moffett, Tony Williams
- Intuition (1988) és Gary Thomas, Kenny Garrett, Mulgrew Miller, Ron Carter, Cindy Blackman Santana
- The Standard Bearer (1989) és Gary Thomas, Mulgrew Miller, Charnett Moffett, Cindy Blackman, Steve Berrios
- What's New (1991) és Marc Cohen, Charnett Moffett, Cindy Blackman Santana, 1989
- Obsession (1990) és Gary Thomas, Donald Brown, Christian McBride, Cindy Blackman
- Seth Air (1991) és Antoine Roney, Jacky Terrasson, Peter Washington, Eric Allen
- Munchin' és Ravi Coltrane, Geri Allen, Christian McBride, Kenny Washington, 1993
- Crunchin' és Antonio Hart, Geri Allen, Ron Carter, Kenny Washington, 1993
- Misterios és Antoine Roney, Ravi Coltrane, Geri Allen, Clarence Seay, Eric Allen, Steve Berrios, Steve Thornton, Valtinho Anastacio, Gil Goldstein, 1994
- Wallace Roney Quintet és Antoine Roney, Carlos McKinney, Clarence Seay, Eric Allen, 1995
- Village és Antoine Roney, Chick Corea, Geri Allen, Clarence Seay, Lenny White, Michael Brecker, Pharoah Sanders, Robert Irving III, Steve Berrios, 1996
- No Room For Argument (2001) és Geri Allen, Buster Williams, Lenny White
- Prototype (2004) és Antoine Roney, Don Byron, Clifton Anderson, Geri Allen, Adam Holzman, Matt Garrison, Eric Allen, DJ Logic
- Mystikal (2005) és Antoine Roney, Geric Allen, Adam Holzman, Matt Garrison, Eric Allen, Bobby Thomas Jr., Val Jeanty
- Jazz ( 2007) és Antoine Roney, Geri Allen, Robert Irving III, DJ Axum, Rashaan Carter, Eric Allen, Bobby Thomas Jr., Val Jeanty
- Blue Dawn (2019)

## Filmek
- 2001: The Visit Jordan Walker-Perlman (zenei rendező)
- 1996: Love Jones (zenei rendező)

## Díjak
- 1980, 1989: Down Beat: legjobb egyetemi hangszeres
- 1989, 1990: Wallace megnyerte a Down Beat kritikusainak szavazását
- 1995: Grammy-díj: legjobb instrumentális dzsesszlemez Ron Carter, Herbie Hancock, Wallace Roney, Wayne Shorter és Tony Williams a "Tribute to Miles" című lemez.

## Fordítás
Ez a szócikk részben vagy egészben  a   Wallace Roney című angol Wikipédia-szócikk ezen változatának fordításán alapul.  Az eredeti cikk szerkesztőit annak laptörténete sorolja fel. Ez a jelzés csupán a megfogalmazás eredetét és a szerzői jogokat jelzi, nem szolgál a cikkben szereplő információk forrásmegjelöléseként.